# Ligue des champions de l'UEFA 1993-1994
Navigation
Édition précédente Édition suivante
La Ligue des Champions 1993-1994 a vu la victoire du Milan AC.
La compétition s'est terminée le 18 mai 1994 par la finale remportée par le Milan AC contre le FC Barcelone au Stade Olympique à Athènes.
Le club français de l'Olympique de Marseille, tenant du titre,  est exclu par l'UEFA à la suite de l'affaire VA-OM et est remplacé par l'AS Monaco troisième du championnat, le Paris SG, dauphin, ayant refusé de jouer la compétition.

## Tour préliminaire
Les 22 clubs principaux sont directement admis dans le tableau final, les 20 autres se disputent les dix dernières places en seizièmes de final lors du tour préliminaire.
| Équipe 1           | Résultat | Équipe 2              | Aller | Retour                 |
| ------------------ | -------- | --------------------- | ----- | ---------------------- |
| HJK Helsinki       | 2 - 1    | FC Norma Tallinn      | 1 - 1 | 1 - 0                  |
| Ekranas Panevėžys  | 0 - 2    | Floriana FC           | 0 - 1 | 0 - 1                  |
| B68 Toftir         | 0 - 11   | Dinamo Zagreb         | 0 - 5 | 0 - 6                  |
| Skonto Riga        | 1 - 1    | NK Olimpija Ljubljana | 0 - 1 | 1 - 0 ap (11 - 10 tab) |
| Cwmbran Town FC    | 4 - 4E   | Cork City FC          | 3 - 2 | 1 - 2                  |
| Dinamo Tbilissi    | 1 - 4    | Linfield FC           | 0 - 3 | 1 - 1                  |
| FC Avenir Beggen   | 0 - 3    | Rosenborg BK          | 0 - 2 | 0 - 1                  |
| KF Partizan Tirana | 0 - 3    | ÍA Akranes            | 0 - 0 | 0 - 3                  |
| Omonia Nicosie     | 2 - 3    | FC Aarau              | 2 - 1 | 0 - 2                  |
| FC Zimbru Chișinău | 1 - 3    | Beitar Jérusalem      | 1 - 1 | 0 - 2                  |

## Seizièmes de finale
| Équipe 1        | Résultat | Équipe 2             | Aller | Retour  |
| --------------- | -------- | -------------------- | ----- | ------- |
| Galatasaray     | 3 - 1    | Cork City FC         | 2 - 1 | 1 - 0   |
| Werder Brême    | 6 - 3    | Dynamo Minsk         | 5 - 2 | 1 - 1   |
| Dynamo Kiev     | 4 - 5    | FC Barcelone         | 3 - 1 | 1 - 4   |
| AS Monaco       | 2 - 1    | AEK Athènes          | 1 - 0 | 1 - 1   |
| Budapest Honvéd | 3 - 5    | Manchester United FC | 2 - 3 | 1 - 2   |
| Rangers FC      | 4 - 4E   | Levski Sofia         | 3 - 2 | 1 - 2   |
| AIK Solna       | 1 - 2    | Sparta Prague        | 1 - 0 | 0 - 2   |
| Linfield FC     | 3 - 4    | FC Copenhague        | 3 - 0 | 0 - 4ap |
| HJK Helsinki    | 0 - 6    | RSC Anderlecht       | 0 - 3 | 0 - 3   |
| ÍA Akranes      | 1 - 3    | Feyenoord Rotterdam  | 1 - 0 | 0 - 3   |
| Steaua Bucarest | 4 - 4E   | Dinamo Zagreb        | 1 - 2 | 3 - 2   |
| Rosenborg BK    | 4 - 5    | Austria Vienne       | 3 - 1 | 1 - 4   |
| FC Porto        | 2 - 0    | Floriana FC          | 2 - 0 | 0 - 0   |
| Skonto Riga     | 0 - 9    | Spartak Moscou       | 0 - 5 | 0 - 4   |
| FC Aarau        | 0 - 1    | AC Milan             | 0 - 1 | 0 - 0   |
| Lech Poznań     | 7 - 2    | Beitar Jérusalem     | 3 - 0 | 4 - 2   |

## Huitièmes de finale
| Équipe 1             | Résultat | Équipe 2            | Aller | Retour |
| -------------------- | -------- | ------------------- | ----- | ------ |
| FC Porto             | 1 - 0    | Feyenoord Rotterdam | 1 - 0 | 0 - 0  |
| AS Monaco            | 4 - 2    | Steaua Bucarest     | 4 - 1 | 0 - 1  |
| Levski Sofia         | 2 - 3    | Werder Brême        | 2 - 2 | 0 - 1  |
| FC Copenhague        | 0 - 7    | AC Milan            | 0 - 6 | 0 - 1  |
| Sparta Prague        | 2 - 5    | RSC Anderlecht      | 0 - 1 | 2 - 4  |
| Manchester United FC | 3 - 3E   | Galatasaray         | 3 - 3 | 0 - 0  |
| Lech Poznań          | 2 - 7    | Spartak Moscou      | 1 - 5 | 1 - 2  |
| FC Barcelone         | 5 - 1    | Austria Vienne      | 3 - 0 | 2 - 1  |

## Phase de groupes (quarts de finale)
| \| Werder Brême RSC Anderlecht FC Barcelone AS Monaco AC Milan FC Porto Spartak Moscou Galatasaray \| Les 8 clubs disputant la phase de groupes. Quart-de-finalistes Demi-finalistes Finaliste Vainqueur |
| Werder Brême RSC Anderlecht FC Barcelone AS Monaco AC Milan FC Porto Spartak Moscou Galatasaray |

### Groupe A
| Rang | Équipe         | Pts | J | G | N | P | Bp | Bc | Diff |  | Résultats (▼ dom., ► ext.) |     |     |     |     |
| ---- | -------------- | --- | - | - | - | - | -- | -- | ---- |  | -------------------------- | --- | --- | --- | --- |
| 1    | FC Barcelone   | 10  | 6 | 4 | 2 | 0 | 13 | 3  | +10  |  | FC Barcelone               |     | 2-0 | 5-1 | 3-0 |
| 2    | AS Monaco      | 7   | 6 | 3 | 1 | 2 | 9  | 4  | +5   |  | AS Monaco                  | 0-1 |     | 4-1 | 3-0 |
| 3    | Spartak Moscou | 5   | 6 | 1 | 3 | 2 | 6  | 12 | -6   |  | Spartak Moscou             | 2-2 | 0-0 |     | 0-0 |
| 4    | Galatasaray    | 2   | 6 | 0 | 2 | 4 | 1  | 10 | -9   |  | Galatasaray                | 0-0 | 0-2 | 1-2 |     |

### Groupe B
| Rang | Équipe         | Pts | J | G | N | P | Bp | Bc | Diff |  | Résultats (▼ dom., ► ext.) |     |     |     |     |
| ---- | -------------- | --- | - | - | - | - | -- | -- | ---- |  | -------------------------- | --- | --- | --- | --- |
| 1    | AC Milan       | 8   | 6 | 2 | 4 | 0 | 6  | 2  | +4   |  | AC Milan                   |     | 3-0 | 2-1 | 0-0 |
| 2    | FC Porto       | 7   | 6 | 3 | 1 | 2 | 10 | 6  | +4   |  | FC Porto                   | 0-0 |     | 3-2 | 2-0 |
| 3    | Werder Brême   | 5   | 6 | 2 | 1 | 3 | 11 | 15 | -4   |  | Werder Brême               | 1-1 | 0-5 |     | 5-3 |
| 4    | RSC Anderlecht | 4   | 6 | 1 | 2 | 3 | 5  | 9  | -4   |  | RSC Anderlecht             | 0-0 | 1-0 | 1-2 |     |

## Demi-finales
Les demi-finales, opposant le premier de chaque groupe au deuxième de l'autre groupe, se disputent sur un seul match, sur le terrain du vainqueur de groupe.
| Équipe 1     | Résultat | Équipe 2  |
| ------------ | -------- | --------- |
| FC Barcelone | 3 - 0    | FC Porto  |
| AC Milan     | 3 - 0    | AS Monaco |

## Finale
Lors de cette finale disputée au Stade Olympique d'Athènes, les spécialistes s'attendaient à une victoire du FC Barcelone qui présentait alors sur la pelouse un onze titulaire avec de remarquables joueurs tels que Romário, Stoitchkov ou Koeman. Le Milan AC comptait de nouveaux joueurs et c'était presque une surprise de le retrouver en finale. Or il n'en fut rien. Milan prit rapidement le dessus dans ce match, sans doute plus frais physiquement, le FC Barcelone venait de célébrer en grande pompe sa victoire dans le Championnat espagnol, et leur buteur, Romario (sans doute touché par le décès de son père quelques jours avant le match), n'a pas réussi à rentrer dans le match. De plus, Milan a su profiter de la lenteur de la défense centrale barcelonaise composée de Nadal et Koeman. Savicevic, dont la rapidité dans ses mouvements est bien connue, a déstabilisé toute la défense catalane durant le match.
Non sélectionné et sur le départ (vers le Bayern Munich), Jean-Pierre Papin, Ballon d'or 1991 remporte enfin son titre de champion d'Europe après deux échecs en demi-finale (1988 et 1990 avec Marseille) et deux échecs en finale (1991 avec Marseille et 1993 avec Milan contre son ancien club de Marseille).
| Entraîneur :  |
| Fabio Capello |

| Entraîneur :  |
| Johan Cruijff |

| Entraîneur :  |
| Fabio Capello |

| Entraîneur :  |
| Johan Cruijff |